# Michael Teuber (Radsportler)

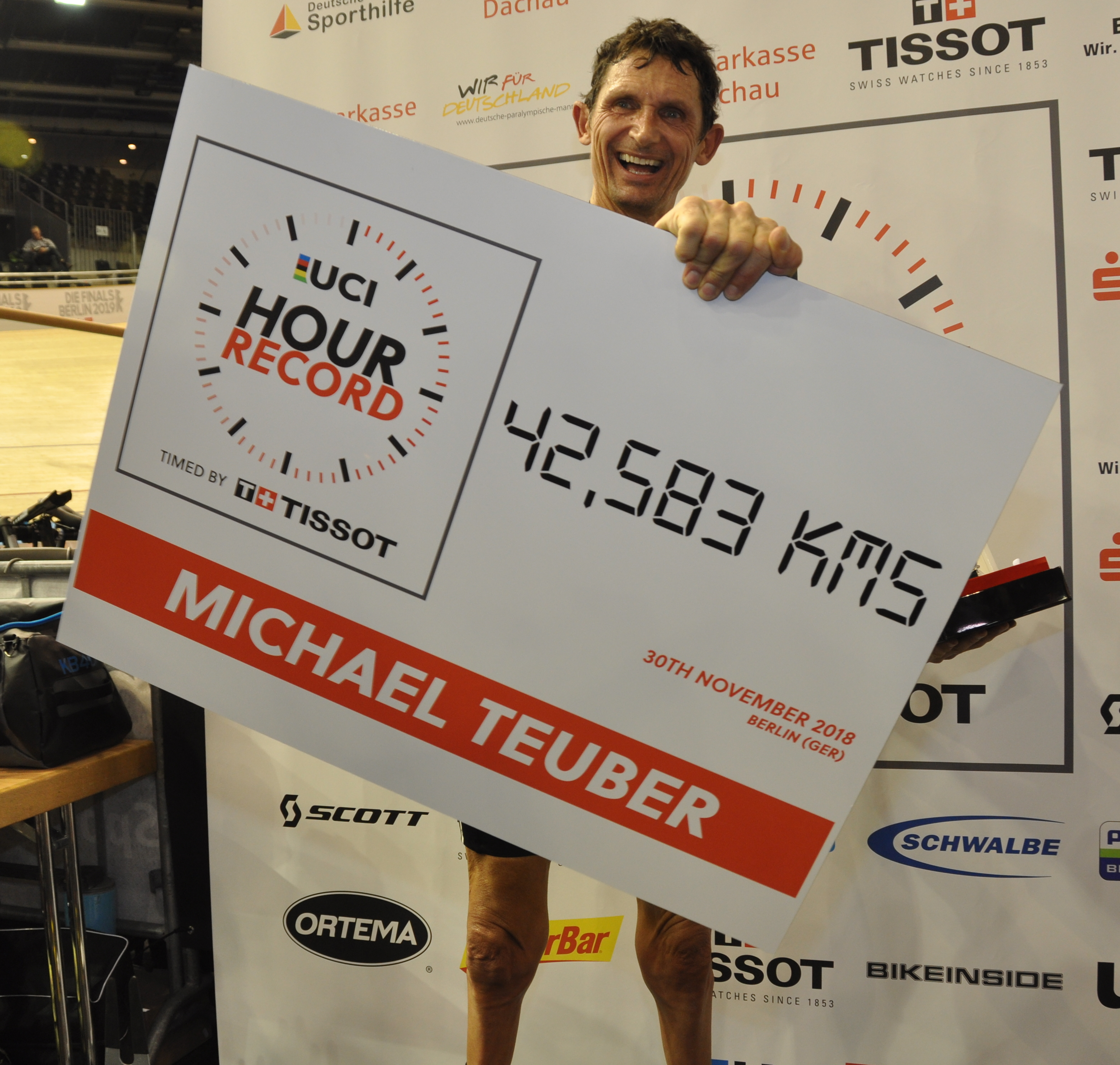
Am 30. November stellte Teuber im Berliner Velodrom mit 42,853 Kilometern einen neuen Stundenweltrekord auf

Michael Teuber (* 23. Januar 1968 in Tegernsee) ist ein deutscher Paracyclist und fünffacher Paralympics-Goldmedaillengewinner.

## Leben
Im August 1987 erlitt Michael Teuber bei einem Autounfall in Frankreich eine inkomplette Querschnittlähmung im Bereich der Lendenwirbelsäule, durch die er unterhalb des Kniegelenks komplett gelähmt ist. Er hat Betriebswirtschaftslehre studiert und ist heute einer der wenigen behinderten Sportprofis (seit 1997). Außerdem ist er Laureus-Sportbotschafter, Paralympischer Botschafter (2008) und kandidierte 2008 für die Athletenkommission des Internationalen Paralympischen Komitees IPC. Er ist verheiratet, hat eine Tochter und wohnt in Odelzhausen.

## Sportkarriere
Nach langer Rehabilitationsphase und einer minimal erhaltenen Restfunktion des rechten Oberschenkels begann Michael Teuber 1989 mit dem Radsport, zunächst mit dem Mountainbike, dann mit dem Rennrad. 1998 wurde er erstmals für die paralympischen Weltmeisterschaften nominiert, wo er zwei Goldmedaillen gewann.
Michael Teuber startet in der Klasse C1 (früher LC4) über 1000 und 3000 Meter sowie in Teamsprint, Straßenrennen und Zeitfahren.
Am 30. November 2018 verbesserte Michael Teuber im Rahmen des Bahnrad-Weltcups im Berliner Velodrom den bisherigen Stundenweltrekord in der Klasse C1 auf 42,583 Kilometer. Die bisherige Bestmarke lag bei 39,326 Kilometer und wurde von Teuber selbst am 8. Mai 2005 auf der Radrennbahn in Augsburg aufgestellt.
2021 wurde Michael Teuber für die Teilnahme an den Sommer-Paralympics 2020 in Tokio nominiert. Bei der Eröffnungsfeier am 24. August trug er gemeinsam mit der Rollstuhlbasketballspielerin Mareike Miller die Fahne der deutschen Mannschaft. Im Einzelzeitfahren gewann Teuber die Bronzemedaille.
Im März 2024 kollidierte Teuber während einer Trainingsfahrt auf Lanzarote mit einem Auto und erlitt einen offenen Schlüsselbeinbruch, mehrere Rippenbrüche sowie den Bruch eines Wirbels.

## Bergsteigen
Teuber vollbrachte trotz seines Handicaps mehrere Ausnahmeleistungen. 2008 bezwang er den Pico del Teide auf Teneriffa (3715 m) und 2010 mit dem Kilimandscharo (5895 m) den höchsten Berg Afrikas. Am 9. Februar 2017 erreichte er, geführt von Marco Cruz und begleitet in der Seilschaft von Tilo Komma-Pöllath und Israel Paez den Chimborazo in Ecuador (6237 m).

## Erfolge
(Stand Mai 2020)
- 2 Goldmedaillen bei den Paralympics 2004 in Athen
- 1 Gold- und 1 Silbermedaille bei den Paralympics 2008 in Peking
- 1 Goldmedaille bei den Paralympics 2012 in London
- 1 Goldmedaille bei den Paralympics 2016 in Rio de Janeiro
- 16 Europameisterschaftstitel (Straße und Bahn)
- 3 (von 5 möglichen) Weltrekorde auf der Bahn
- 25 Weltmeisterschaftstitel (Straße, Bahn, Mountainbike)
- 2 Panamerika-Titel
- Gesamtwertung Weltcup 2017

## Publikationen
- Mit Thilo Komma-Pöllath: Aus eigener Kraft: Wie die größte Krise meines Lebens mich stark gemacht hat. Edel Verlag. 2016. ISBN 978-3841903419